# Open di Francia 1973
L'Open di Francia 1973 è stata la 72ª edizione degli Open di Francia di tennis, si è svolto sui campi in terra rossa dello Stade Roland Garros di Parigi, Francia, dal 21 maggio al 3 giugno 1973.
Il singolare maschile è stato vinto dal rumeno Ilie Năstase, che si è imposto sullo jugoslavo Nikola Pilić in tre set col punteggio di 6–3, 6–3, 6–0.
Il singolare femminile è stato vinto dall'australiana Margaret Court, che ha battuto in tre set la statunitense Chris Evert.
Nel doppio maschile si sono imposti John Newcombe e Tom Okker.
Nel doppio femminile hanno trionfato Margaret Court e Virginia Wade.
Nel doppio misto la vittoria è andata a Françoise Dürr in coppia con Jean-Claude Barclay.

## Seniors

### Singolare maschile
Ilie Năstase ha battuto in finale  Nikola Pilić con il punteggio di 6–3, 6–3, 6–0.

### Singolare femminile
Margaret Court ha battuto in finale  Chris Evert con il punteggio di 6–7, 7–6, 6–4.

### Doppio maschile
John Newcombe /  Tom Okker hanno battuto in finale  Jimmy Connors /  Ilie Năstase con il punteggio di 6–1, 3–6, 6–3, 5–7, 6–4.

### Doppio Femminile
Margaret Court /  Virginia Wade hanno battuto in finale  Françoise Dürr /  Betty Stöve con il punteggio di 6–2, 6–3.

### Doppio Misto
Françoise Dürr /  Jean-Claude Barclay hanno battuto in finale  Betty Stöve /  Patrice Dominguez con il punteggio di 6–1, 6–4.